# Targassonne
Targassonne (catalansk: Targasona) er en by og kommune i departementet Pyrénées-Orientales i Sydfrankrig.

## Geografi
Targassonne ligger i Cerdagne 93 km vest for Perpignan. Nærmeste by er mod sydvest Angoustrine-Villeneuve-des-Escaldes (6 km) og mod Égat (3 km).

## Demografi

### Udvikling i folketal
| 1962                                                              | 1968 | 1975 | 1982 | 1990 | 1999 | 2007 | 2014 | 2017 |
| ----------------------------------------------------------------- | ---- | ---- | ---- | ---- | ---- | ---- | ---- | ---- |
| 83                                                                | 71   | 65   | 93   | 133  | 203  | 200  | 179  | 184  |
| Tal fra og med 1962 er uden dobbelttælling (sans doubles comptes) |      |      |      |      |      |      |      |      |